# 拉克瓦納縣
拉克瓦納縣（英語：Lackawanna County）是位於美国宾夕法尼亚州東北部的一個縣。面積1,203平方公里。根据2020年美國人口普查的统计，共有人口215,896人。县治斯克蘭頓。該縣成立於1878年8月13日，是該州最後成立的一個縣，縣名來自拉克万纳河（印第安語的意思是「分叉的溪」）——薩斯奎哈納河的支流之一。
拉克万纳县是宾夕法尼亚州斯克兰顿-威尔克斯-巴里-黑兹尔顿都会统计区的第二大县。它位于波科诺山脉西北部，距离新泽西州蒙塔古镇的边界约40英里（64公里），距离纽约州柯克伍德的边界约25英里（40公里）。特拉华河的一条支流利哈伊河流经拉克万纳县，全长109英里（175公里）。

## 历史
拉克万纳县是一个在十九世纪发展起来的地区，主要生产铁矿石和无烟煤，其煤炭产量在二十世纪中期达到顶峰。当时仍属于卢泽恩县的斯克兰顿，后来发展成为采矿业和工业中心。拉克万纳钢铁和煤炭公司就坐落于此，该公司后来开始使用贝塞麦炼钢法生产钢铁。
20世纪中后期，由于钢铁行业的衰退，拉克万纳县的经济发展陷入停滞。该县的人口从1940年代开始持续下降，直到2010年左右才恢复增长。

## 地理
拉克万纳县位于宾夕法尼亚州东北部，靠近纽约和新泽西的边界。根据美国人口普查局的数据，该县总面积为1,200平方公里（465平方英里），其中 1,190平方公里（459平方英里）为陆地，15平方公里（5.8平方英里）（1.3%）为水域。

### 邻近县
- 萨斯奎汉纳县（北方）
- 韦恩县（东方）
- 门罗县（东南方）
- 卢泽恩县（西南方）
- 怀俄明县（西方）

## 人口
| 调查年                                                      | 人口    | 备注 | %±     |
| ----------------------------------------------------------- | ------- | ---- | ------ |
| 1880                                                        | 89,269  |      | —      |
| 1890                                                        | 142,088 |      | 59.2%  |
| 1900                                                        | 193,831 |      | 36.4%  |
| 1910                                                        | 259,570 |      | 33.9%  |
| 1920                                                        | 286,311 |      | 10.3%  |
| 1930                                                        | 310,397 |      | 8.4%   |
| 1940                                                        | 301,243 |      | −2.9%  |
| 1950                                                        | 257,396 |      | −14.6% |
| 1960                                                        | 234,531 |      | −8.9%  |
| 1970                                                        | 234,107 |      | −0.2%  |
| 1980                                                        | 227,908 |      | −2.6%  |
| 1990                                                        | 219,039 |      | −3.9%  |
| 2000                                                        | 213,295 |      | −2.6%  |
| 2010                                                        | 214,437 |      | 0.5%   |
| 2020                                                        | 215,896 |      | 0.7%   |
| U.S. Decennial Census 1790-19601900-1990 1990-20002010-2019 |         |      |        |

### 2020年统计数据
根据2020年人口普查，拉克万纳县共有215,896人。其中，非西班牙裔白人占83% ，黑人或非裔美国人占4% ，亚裔占3.2% ，美洲原住民占0.3% ，其他种族占4%，混血占6% 。2020年，该县8.5%的人口为西班牙裔或拉丁裔。
| 种族                        | 人口数  | 占比  |
| --------------------------- | ------- | ----- |
| 白人 (非西语裔)             | 175,246 | 81.2% |
| 黑人或非裔美国人 (非西语裔) | 7,415   | 3.4%  |
| 美洲原住民 (非西语裔)       | 276     | 0.1%  |
| 亚裔 (非西语裔)             | 6,762   | 3.1%  |
| 太平洋岛原住民 (非西语裔)   | 28      | 0.01% |
| 其他/混血 (非西语裔)        | 7,902   | 3.7%  |
| 西语裔或拉丁裔              | 18,267  | 8.5%  |

### 2010年统计数据
根据2010年人口普查，该县共有214,437人。其中，白人占92.0% ，黑人或非裔美国人占2.5% ，亚裔占1.7% ，印第安人占0.2% ，其他种族占2.0% ，两个或两个以上种族混血占1.5% 。西班牙裔或拉丁裔（任何种族）占5.0% 。意大利血统占20.1% ，爱尔兰血统占19.9% ，波兰血统占13.0% ，德国血统占11.4% 。

### 2000年统计数据
根据2000年人口普查，该县共有人口213,295人、家庭86,218户和家族55,783个。人口密度为每平方英里465人（每平方公里180人）。平均住房密度为每平方英里208套（每平方公里80套），共有住房95,362个单元。该县的种族构成为：96.65%白人、1.31%黑人或非裔美国人、0.09%美洲原住民、0.75%亚裔、0.01%太平洋岛民、0.53%其他种族，以及0.66% 来自两个或两个以上的种族。1.39% 的人口为西班牙裔或拉丁裔。22.5%为意大利血统，21.2%为爱尔兰血统，15.4%为波兰血统，10.2%为德国血统。

## 行政区划

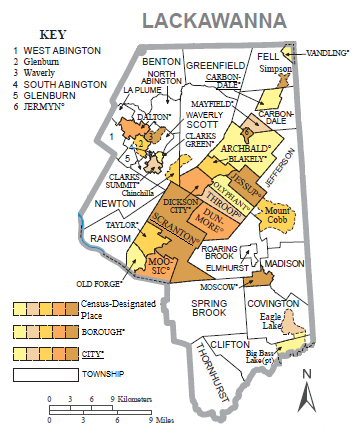
拉克万纳县地图，标明了市镇和人口普查指定地区

根据宾夕法尼亚州法律，市镇分为四种类型：市、自治市、乡镇和镇。以下城市、自治区和乡镇位于拉克万纳县：

### 城市
- 卡本代尔
- 斯克兰顿（县城）

### 行政区
- 阿奇博尔德
- 布莱克利
- 克拉克斯格林
- 克拉克斯峰会
- 道尔顿
- 迪克森市
- 邓莫尔
- 杰明
- 杰瑟普
- 梅菲尔德
- 莫西克
- 莫斯科
- 老锻造厂
- 奥利芬特
- 泰勒
- 思鲁普
- 范德林